# Кастер (Монтана)
Кастер (енгл. Custer) насељено је место без административног статуса у америчкој савезној држави Монтана.

## Демографија
По попису из 2010. године број становника је 159, што је 14 (9,7%) становника више него 2000. године.
| Група             | 2000.       | 2010.       |
| Белци             | 139 (95,9%) | 152 (95,6%) |
| Афроамериканци    | 0 (0,0%)    | 0 (0,0%)    |
| Азијати           | 0 (0,0%)    | 0 (0,0%)    |
| Хиспаноамериканци | 2 (1,4%)    | 3 (1,9%)    |
| Укупно            | 145         | 159         |